# Шерон Осборн
Шерон Рейчел Осборн (англ. Sharon Rachel Osbourne, до шлюбу Арден (англ. Sharon Rachel Arden), при народженні Леві (англ. Levy); нар. 9 жовтня 1952) — британська телеведуча, письменниця, музична продюсерка та підприємиця.
Здобула популярність після виходу на телебачення реаліті-шоу «Сімейка Озборнів» про домашнє життя її чоловіка Оззі Осборна та родини.

## Життєпис
Шерон Рейчел Леві народилася 1952 року в Брикстоні, графство Девон, у родині музичного продюсера єврейського походження Дона Ардена (справжнє ім'я Гаррі Леві, 1926—2007) та ірландської католички Гоуп Шоу, колишньої балерини. Її дідусь і бабуся по батьківській лінії — Лазарус Леві та Сара Блек — іммігрували до Великої Британії з Російської імперії під час Першої світової війни.
У 17 років Леві завагітніла та через тиск із боку інших, головно її матері-католички, зробила аборт, про який пізніше жалкувала.
У 18 років Леві працювала у свого батька, тоді менеджера гурту «Black Sabbath», і познайомилася з Оззі Озборном. Коли Оззі звільнили з гурту в 1979, Шерон почала зустрічатися з ним і взяла його музичну кар'єру до своїх рук. Через три роки вони одружилися в Мауї, Гаваї 4 липня 1982 року.
В шлюбі народила трьох дітей: Емі (нар. 1983), Келлі (нар. 1984) та Джека (нар. 1985).

### Здоров'я
У 1999 році Шерон Осборн перенесла операцію з шунтування шлунка, в результаті якої схудла зі 104 до 47 кг. За власними словами, велика вага була невіддільною частиною її життя, коли вона працювала на свого батька.
У липні 2002 року Шерон Осборн діагностували рак товстої кишки. Пізніше пухлина поширилася на лімфатичні вузли і стала небезпечнішою, ніж передбачалося. Проте Шерон наполягала на продовженні знімання «Сімейки Осборнів», і перемогла рак, хоча прогноз виживання був менший за 40 %. Через її хворобу її син Джек мав депресію і епізод суїциду.
У листопаді 2012 Осборн перенесла подвійну мастектомію через високий ризик раку грудей.
30 квітня 2019 року Шерон Осборн, яка раніше розповідала про своє психічне здоров'я і боротьбу з депресією, розповіла, що тричі намагалася покінчити з життям.

## Кар'єра

### Сімейка Осборнів
Шерон Осборн стала знаменитою після виходу на каналі MTV реаліті-шоу «Сімейка Озборнів», у якому розповідалося про життя її родини в сімейному будинку. Трансляція шоу розпочалася в березні 2002 року. Останній епізод показали у США 21 березня 2005 року. Шоу мало високі рейтинги в США та Великій Британії .

### Шоу Шерон Осборн
У 2003 році Осборн створила власне ток-шоу «Шоу Шерон Осборн», яке транслювалося на кількох каналах США, а також на британському каналі Sky One. Однак рейтинг шоу не був успішним, а Осборн критикували за нездатність виконувати основні завдання, необхідні в ток-шоу. Шоу було закрито на початку 2004 року після показу одного сезону.

### Автобіографії
2005 року Шерон Осборн випустила автобіографічну книгу, співавторкою якої стала Пенелопа Денінг. Книга називалася «Екстрім, або Моя автобіографія», в ній ішлося про її важке дитинство, зльоти, падіння та особисте життя. Книга стала світовим бестселером, і за 15 тижнів розійшлася накладом понад 621 000 копій.
У 2007 році Осборн випустила другу автобіографію «Вижила», в якій описала свій досвід подолання раку.
У серпні 2013 року Осборн оголосила у Твіттері, що її третя автобіографія «Незломлена» вийде 10 жовтня 2013 року.

## Нагороди та номінації[25]
| Рік  | Нагорода                   | Категорія                               | ТВ-шоу/Програма  | Результат |
| ---- | -------------------------- | --------------------------------------- | ---------------- | --------- |
| 2002 | Еммі                       | Видатна неігрова реаліті-програма       | Сімейка Осборнів | Перемога  |
| 2003 | Еммі                       | Видатна неігрова альтернативна програма | Сімейка Осборнів | Номінація |
| 2005 | National Television Awards | Найпопулярніший ТВ-експерт              | Х фактор         | Перемога  |